# Eyal Meshumar
Eyal Meshumar (Hebreeuws: אייל משומר) (Kefar Sava, 10 augustus 1983) is een Israëlisch voormalig voetballer die doorgaans speelde als rechtsback. Tussen 2000 en 2018 speelde hij voor Hapoel Kefar Saba, Maccabi Haifa, Hapoel Tel Aviv en Hapoel Ashkelon. Meshumar maakte in 2007 zijn debuut in het Israëlisch voetbalelftal en speelde uiteindelijk tien interlands.

## Clubcarrière
Meshumar speelde vanaf 2000 in het eerste elftal van Hapoel Kefar Saba, waar hij tevens zijn jeugdopleiding had doorlopen. Gedurende de zes jaar dat hij actief was bij deze club, speelde de rechter verdediger bijna honderd competitiewedstrijden en daarin wist hij tot zeven treffers te komen. In de zomer van 2006 maakte hij de overstap naar Maccabi Haifa. Bij die club werd hij in 2009 en 2011 landskampioen van Israël. In 2016 verliet Meshumar Maccabi Haifa en hij zat hierop een halfjaar zonder werkgever, tot in januari 2017 Hapoel Tel Aviv hem een contract aanbood. Aan het einde van het seizoen kwam hij opnieuw zonder club te zitten. In november 2017 tekende Meshumar voor Hapoel Ashkelon. Deze club verliet hij aan het einde van het seizoen 2017/18. Hierop zette hij een punt achter zijn actieve loopbaan.

## Interlandcarrière
Zijn debuut in het Israëlisch voetbalelftal maakte Meshumar op 13 oktober 2007, toen er met 1–0 verloren werd van Kroatië door een doelpunt van Eduardo da Silva. De verdediger mocht in de basis beginnen en hij speelde het gehele duel mee.
| Interlands van Eyal Meshumar voor Israël | Interlands van Eyal Meshumar voor Israël | Interlands van Eyal Meshumar voor Israël | Interlands van Eyal Meshumar voor Israël | Interlands van Eyal Meshumar voor Israël | Interlands van Eyal Meshumar voor Israël |
| №                                        | Datum                                    | Wedstrijd                                | Uitslag                                  | Competitie                               | Goals                                    |
| Als speler van Maccabi Haifa             | Als speler van Maccabi Haifa             | Als speler van Maccabi Haifa             | Als speler van Maccabi Haifa             | Als speler van Maccabi Haifa             | Als speler van Maccabi Haifa             |
| ---------------------------------------- | ---------------------------------------- | ---------------------------------------- | ---------------------------------------- | ---------------------------------------- | ---------------------------------------- |
| 1                                        | 13 oktober 2007                          | Kroatië – Israël                         | 1 – 0                                    | EK 2008 kwalificatie                     |                                          |
| 2                                        | 17 oktober 2007                          | Israël – Wit-Rusland                     | 2 – 1                                    | Vriendschappelijk                        |                                          |
| 3                                        | 19 november 2008                         | Israël – Ivoorkust                       | 2 – 2                                    | Vriendschappelijk                        |                                          |
| 4                                        | 12 augustus 2009                         | Noord-Ierland – Israël                   | 1 – 1                                    | Vriendschappelijk                        |                                          |
| 5                                        | 11 oktober 2013                          | Portugal – Israël                        | 1 – 1                                    | WK 2014 kwalificatie                     |                                          |
| 6                                        | 15 oktober 2013                          | Israël – Noord-Ierland                   | 1 – 1                                    | WK 2014 kwalificatie                     |                                          |
| 7                                        | 5 maart 2014                             | Israël – Slowakije                       | 1 – 3                                    | Vriendschappelijk                        |                                          |
| 8                                        | 10 oktober 2014                          | Cyprus – Israël                          | 1 – 2                                    | EK 2016 kwalificatie                     |                                          |
| 9                                        | 13 oktober 2014                          | Andorra – Israël                         | 1 – 4                                    | EK 2016 kwalificatie                     |                                          |
| 10                                       | 16 november 2014                         | Israël – Bosnië en Herzegovina           | 3 – 0                                    | EK 2016 kwalificatie                     |                                          |

## Erelijst
| Ligat Ha'Al | 2 | 2008/09, 2010/11 |